# ロナルト・ヴァーテリュース
ロナルト・カタリナ・マルティヌス・ヴァーテリュース（Ronald Katarina Martinus Waterreus  オランダ語発音, 1970年8月25日 - ）は、オランダ・ファールス出身の元サッカー選手。元オランダ代表。現役時代のポジションはGK。

## 経歴

### クラブ

#### 初期
地元のRKVV LEMIRSIAでキャリアを始め、5季滞在後にローダJCと契約し、1992年からプロキャリアを開始した。

#### PSV
1994年、正GKのハンス・ファン・ブロイケレンが現役引退したPSVアイントホーフェンと契約。当初はアヤックス・アムステルダムから加入したスタンリー・メンゾの後塵を拝していたが、数ヶ月後にア・デモス監督からディック・アドフォカート監督交代してからはメンゾより好んで起用された。2季目も同様に正GKを務め、1996-97シーズンにメンゾが去り、控えとしてヤン・ヴィレム・ファン・エーデ（nl）が加入したことで緊張感のあるポジション争いは終わりを告げた。
1997年夏に今度はドイツ人GKのゲオルグ・コッホ（en）が加入してきたが、序盤の3試合を譲ったのみで正GKの座を死守。コッホは僅か3ヶ月後に退団した。2度目の就任となったボビー・ロブソン監督下の1998-99シーズンは、かつてファン・ブロイケレンの後継者としてPSVに在籍していたパトリック・ローデヴァイクス（nl）がFCフローニンゲンから加入してきたが、こちらも死守することに成功。
1999-2000シーズンのエリック・ゲレツ新監督の下では、当初イビツァ・クラリとローデヴァイクスに次ぐ3番手となり、クラブ側は売却を望み、欧州の幾つかのクラブから獲得の申し出があったものの、ヴァーテリュースは残留しポジション争いを決意。その後、クラリが負傷したことでチャンスを得ると、クラリ復帰後もポジションを死守した。翌2000-01シーズンもクラリとローデヴァイクスから死守し、目覚ましい成長を見せると、同シーズンの年間最優秀GK賞に輝いた。2002年にゲレツ監督からフース・ヒディンク監督が就任し、新たなGKとしてイェレ・テン・ラウウェラールが加入してきた。負傷で出遅れたことで開幕戦を譲ったが、テン・ラウウェラールの頼りない姿から復帰後すぐさまポジションを奪取すると、シーズン途中にテン・ラウウェラールはフローニンゲンへと貸し出された。テン・ラウウェラールの代役としてロブ・ファン・ダイクが加入してきたが地位を脅かされることはなかった。
しかし、2004年になると、国外で自身の腕を試したいとの思いから長期間正GKを務めたクラブと別れを告げることになった。奇遇にも前任者のファン・ブロイケレンとヤン・ファン・ベベレンもそれぞれ10季在籍後にPSVを退団していた。
PSVでの10季で4度のリーグ戦 (1997, 2000, 2001, 2003) と1996年にKNVBカップを獲得し、さらにヨハン・クライフ・スハールを6度制した。欧州カップ戦でのタイトル獲得には至らなかったが、UEFAチャンピオンズリーグに7度出場し、UEFAカップでは準々決勝に3度進出。個人としては66試合に出場し、75試合のヤン・ハインツェと67試合のウィリー・ファン・デ・ケルクホフに次ぐ、PSVの欧州カップ戦最多出場記録で3位となっている。

#### イングランド / スコットランド
PSVの正GKとして10季在籍後、幾つかの国からオファーがあったものの、ヘールト・デ・フリーガー（en）とニッキー・ウィーバー（en）の負傷離脱に対する代役及び、正GKディビッド・ジェームスの控えとして2004年8月26日にマンチェスター・シティFCと5ヶ月半の契約を締結した。マンチェスター・シティでは、リーグ戦の出番はなく、また、ヴァーテリュース自身がメジャーリーグ・サッカーでキャリアを終了することを望んでいたが、ケヴィン・キーガン監督から経験豊富な控えとしての役割が買われ、12月17日にクラブと契約を半年延長し、シーズン終了まで滞在することが決定した。
しかし、正GKシュテファン・クロス（en）の長期離脱に対する代役として2006年1月31日にスコットランド1部のレンジャーズFCと1年契約を締結した。レンジャーズでは、クロス復帰後も正GKの座を守りぬき、UEFAチャンピオンズリーグ 2005-06ではクラブ史上初となる決勝トーナメント進出に貢献したが、その後、オランダの新聞に語った内容がクラブを批判したと誤解され、レンジャーズのファンから怒りを買ったこともあり、クラブからの契約延長を拒否し2007年6月7日に退団した。

#### 晩年
2006年12月4日、負傷離脱したヨエイ・ディドゥリツァとハリド・シヌー（en）の2名の代役としてAZアルクマールと契約。AZとは当初2007年6月30日までの契約で一旦合意したものの、ヴァーテリュースのメジャーリーグ・サッカーでの引退するとの願望から最終的に6試合限定での短期契約となった。
2007年1月10日に念願だったアメリカ1部のニューヨーク・レッドブルズとシーズン終了までの契約（1年のオプション付き）を締結すると、開幕戦から3試合連続で完封する活躍を見せ、次戦のFCダラス戦（1-0勝利）も完封したことでクラブの連続完封勝利記録を更新する素晴らしいスタートを切ったものの、度重なる負傷から出場機会は約半分にとどまり、2007年10月にシーズン終了に伴い引退することを表明した。

### 代表
オランダ代表としては、エドウィン・ファン・デル・サールの控えとして7試合に出場。2001年8月15日にイングランド戦で初出場を飾り、ファン・デル・サールの負傷によりUEFA EURO 2004予選のチェコ戦とモルドバ戦にも出場した。UEFA EURO 2004の一員に選出されるも出番はなかった。

### 私生活
友人と共に絶滅の危機に瀕する猫種のためPantereusを1999年に設立。毎年ゴルフトーナメント等を開催し、その収益を世界自然保護基金に寄付している。

## タイトル
クラブ
PSVアイントホーフェン
- エールディヴィジ : 1996-97, 1999-2000, 2000-01, 2002-03
- KNVBカップ : 1995-96
- ヨハン・クライフ・スハール : 1996, 1997, 1998, 2000, 2001, 2003

レンジャーズFC
- スコティッシュ・プレミアリーグ : 2004-05
- スコティッシュリーグカップ : 2004-05

個人
- オランダ年間最優秀GK賞 : 2000-01